# Nachal Revivim
Nachal Revivim (hebrejsky: נחל רביבים) je vádí v Izraeli, v Negevské poušti.
Začíná v hornaté centrální části Negevu západně od města Jerucham. Směřuje pak k západu k vesnici Maš'abej Sade. Zde se stáčí k severozápadu, míjí vesnice Revivim a Retamim a ústí do vádí Nachal Besor.
Poblíž vesnice Maš'abej Sade byl při Nahal Revivim zřízen rekreační park zvaný Park Golda (podle bývalé izraelské premiérky Goldy Meirové). Má rozlohu cca 540 dunamů (54 hektarů). V dobách dešťů se zde udržuje menší jezero a specifická vegetace.